# Milano-Modena 1918
La Milano-Modena 1918, nona edizione della corsa, si svolse il 27 ottobre 1918 su un percorso di 276 km. La vittoria fu appannaggio dell'italiano Gaetano Belloni, che completò il percorso in 10h24'47", alla media di 31,543 km/h, precedendo il connazionale Lauro Bordin e il belga Alexis Michiels.
Sul traguardo di Modena 10 ciclisti, su 19 partiti da Milano, portarono a termine la competizione.

## Ordine d'arrivo (Top 10)
| Pos. | Corridore           | Squadra | Tempo     |
| ---- | ------------------- | ------- | --------- |
| 1    | Gaetano Belloni     | Bianchi | 10h24'47" |
| 2    | Lauro Bordin        | Bianchi | a 4"      |
| 3    | Alexis Michiels     | -       | a 24'00"  |
| 4    | Leopoldo Torricelli | Dei     | a 36'00"  |
| 5    | Luigi Lucotti       | Bianchi | s.t.      |
| 6    | Arturo Ferrario     | -       | s.t.      |
| 7    | Angelo Vay          | -       | s.t.      |
| 8    | Camillo Bertarelli  | -       | s.t.      |
| 9    | Clemente Canepari   | Stucchi | a 36'15"  |
| 10   | Francesco Marchese  | -       | a 51'00"  |